# Ендре Уйфалуші Товт
Ендре Уйфалуші Товт (Попово, сьогодні Закарпаття 17 липня 1936 — 1 листопада 2012) — угорський письменник і поет-самоучка.

## Діяльність
Спочатку був записаний як Ендре Товт, потім він прийняв псевдонім Újfalusy як письменник, тому що провів вирішальні роки свого дитинства в Пуштауйфалу, недалеко від Кішварди. Народився дев'ятою дитиною. Його батьки займались вирощуванням тютюну у великого землевласника. Його натхнення як поета і письменника вперше з'явилося в шкільні роки в Пуштауйфалу. Свій перший вірш «Хай живе перший травень» він написав у віці чотирнадцяти років. Оскільки він походив із бідної сім'ї, у дитинстві у нього не було надто багато можливостей вчитися. Ставши дорослим, він закінчив робітничу гімназію, а потім вступив до Марксистського університету. У старші шкільні роки на заохочення вчителя літератури Дюли Кіша він почав серйозно сприймати поезію. У 1975 році він переїхав до Сольнока, де влаштувався на роботу в компанію Mezőgép. До виходу на пенсію він працював у цій компанії офіцером з пожежної безпеки. Він був членом Клубу письменників «Золотий рядок» у Сольноку, Асоціації угорських образотворчих та прикладних художників та Угорської асоціації письменників. Він захворів в останні роки свого життя.
Перший його том був опублікований у 1995 р. «Троянди пожежі». Після цієї презентації книги утворився літературний гурток HATOK (Асоціація художників Геґяля), членом якого він був засновником. У 2000 р. була опублікована добірка віршів та оповідань між небом та землею, а у 2003 р. — його короткий роман «Бездонне озеро в Ердогаті».

## Творчість
- Újfalusy Tóth Endre: Tűzrózsák; magánkiadás, Grafitéria Kft., Szolnok, 1995.
- Újfalusy Tóth Endre: Ég és Föld között. Hegyaljai Alkotók Társulása, Szerencs, 2000. ISBN 963-039690-4
- Újfalusy Tóth Endre: Az erdőháti Feneketlen-tó. Hegyaljai Alkotók Társulása, Szerencs, 2003. ISBN 963 206 990-0
- Újfalusy Tóth Endre: Hetvenkét év után. AKIOSZ, Budapest, 2009. ISBN 978-963-06-8130-8
- Az erdőháti Feneketlen-tó; Hegyaljai Alkotók Társulása, Szerencs, 2003
- Hetvenkét év után. Válogatás régi és új verseimből; Újfalusy Tóth Endre, Szolnok, 2009